# Mònica Planas i Callol
Mònica Planas i Callol   (Sant Feliu de Llobregat, 1975) és una periodista catalana, especialitzada en crítica televisiva. Resident a Sant Cugat del Vallès, publica les seves crítiques als diaris Ara i Mundo Deportivo i col·labora amb El matí de Catalunya Ràdio. També ha col·laborat amb el diari Avui, la revista Sàpiens i a Arucitys de 8 TV (2007-2012) com a crítica de televisió.. En ràdio ha treballat als programes La tribu de Catalunya Ràdio, La finestra indiscreta i Versió RAC1 i La segona hora i de RAC1. Compagina la tasca de periodista amb la de professora a la Universitat Ramon Llull.
El 2010 va publicar Ens hem fet grans, un llibre sobre els primers 10 anys d'història de RAC1, on va dirigir diversos programes per a celebrar l'aniversari de l'emissora.
L'any 2015 va obtenir el Premi Bones Pràctiques de Comunicació no Sexista de l'Associació de Dones Periodistes de Catalunya, per crear opinió en perspectiva de gènere. El 2021 va publicar el llibre El petó del Capità Kirk.